# Bazylika św. Franciszka z Asyżu w Krakowie

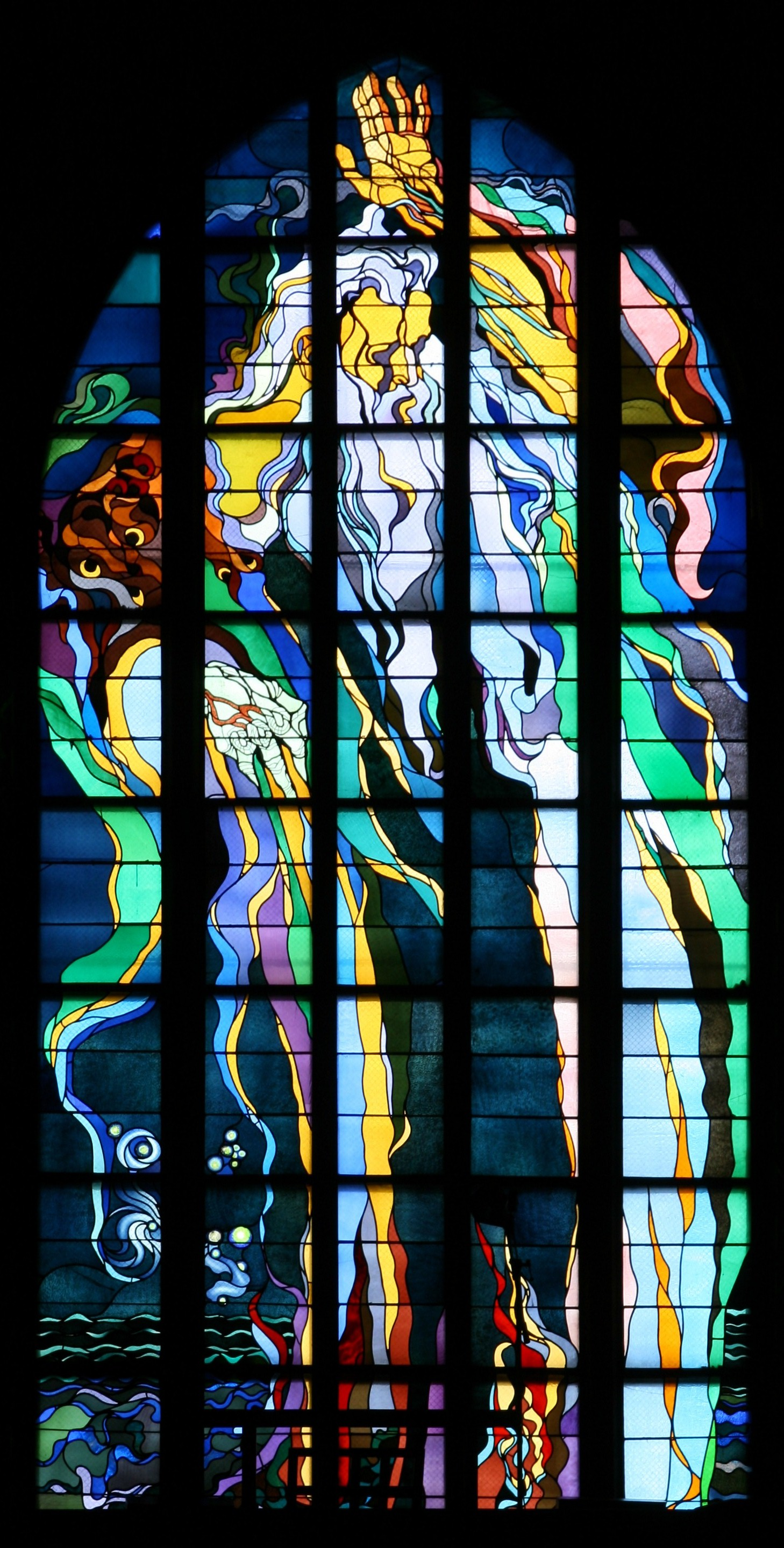
Witraż Bóg Ojciec Stanisława Wyspiańskiego.

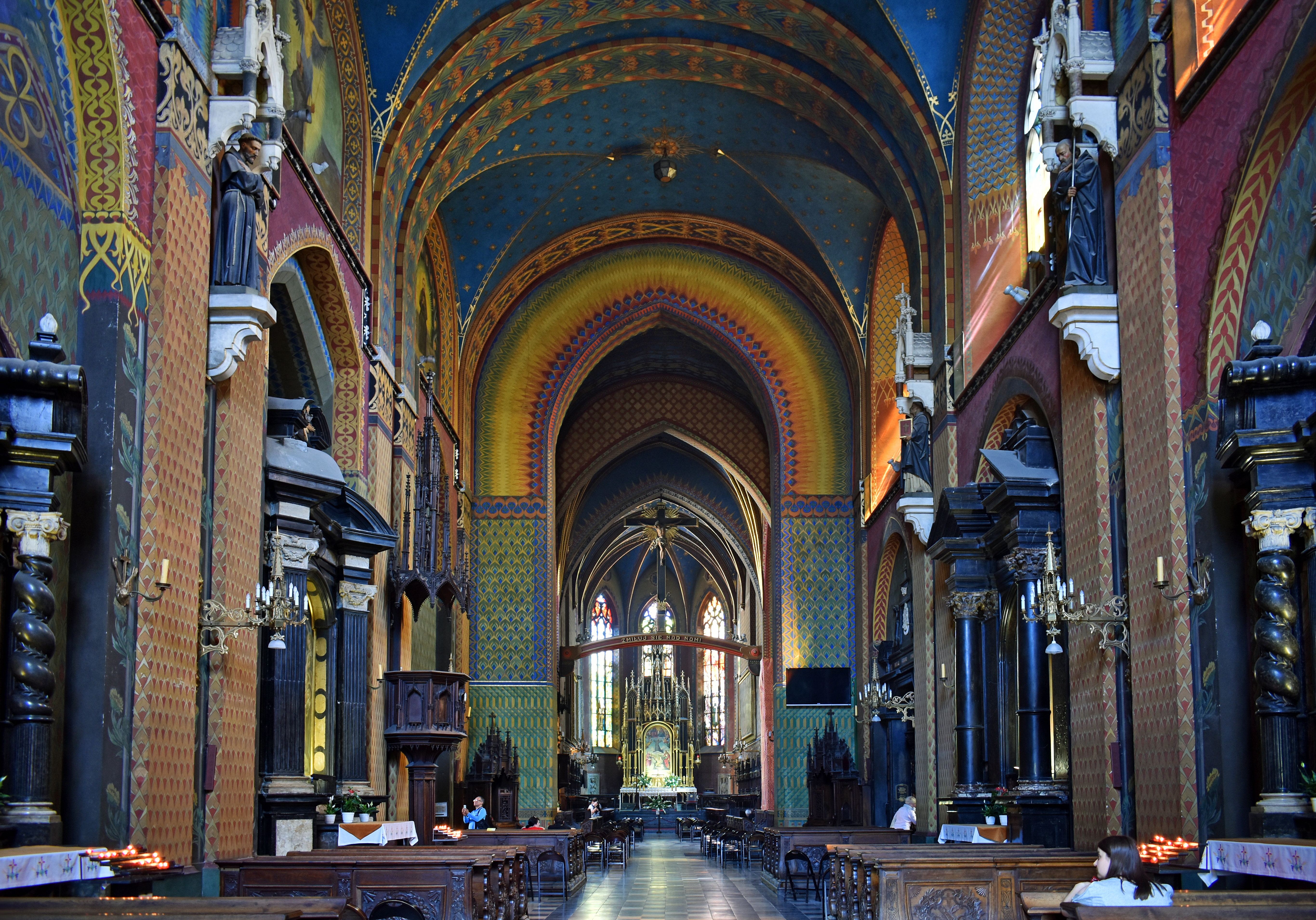
Wnętrze kościoła.

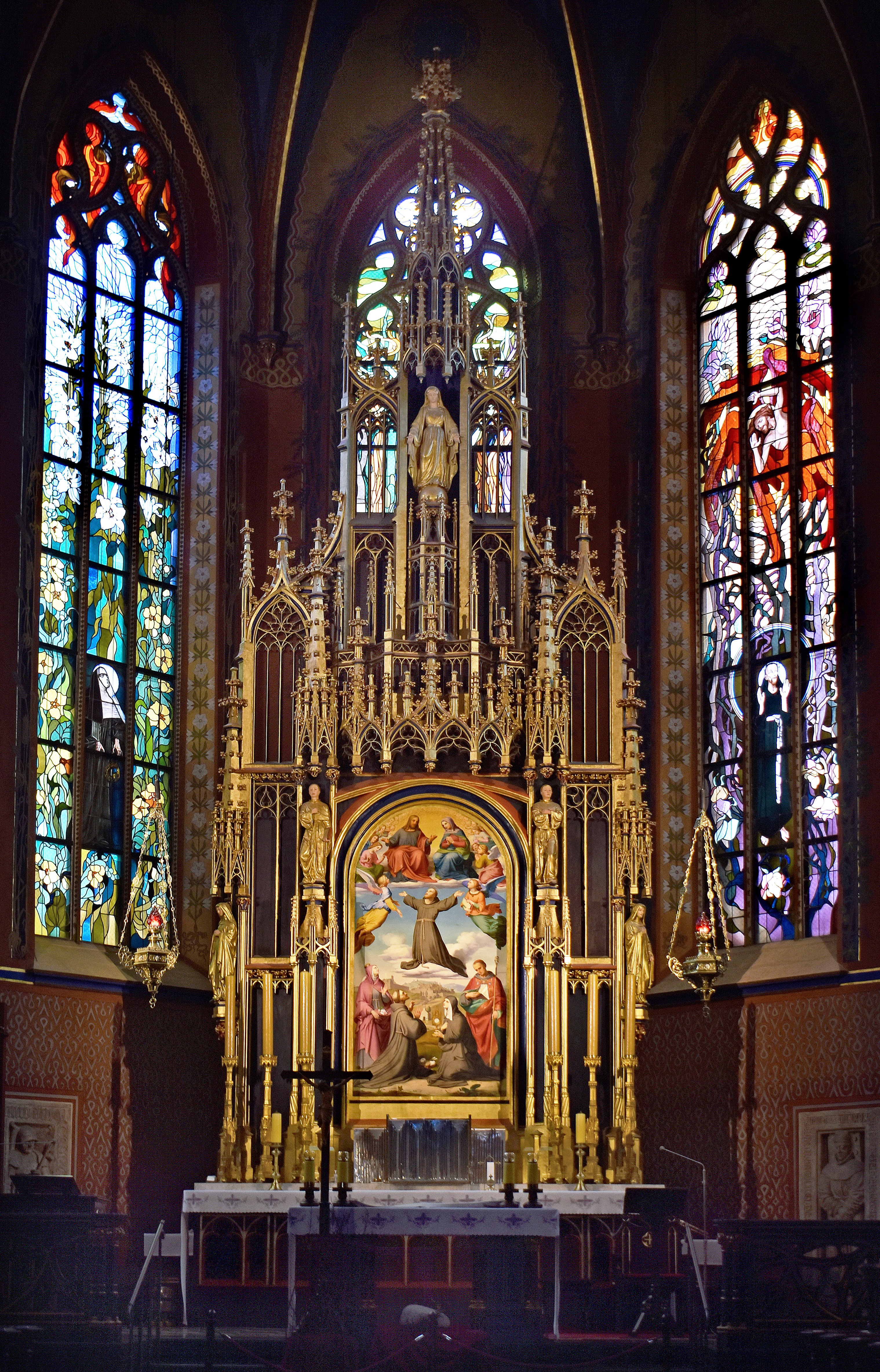
Ołtarz główny.

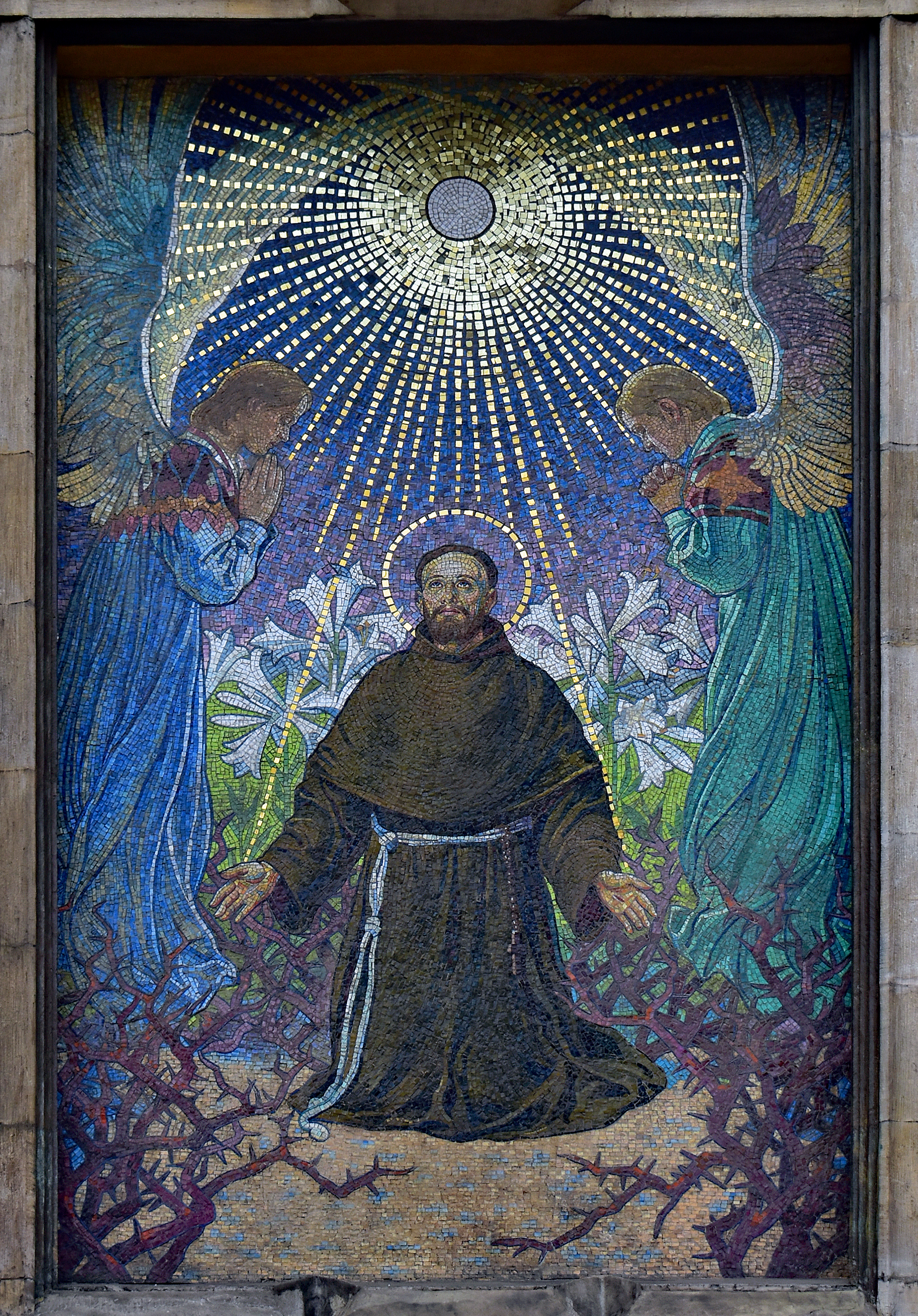
Mozaika „św. Franciszek”,
proj. Tadeusza Popiela z 1910
na apsydzie od strony pl. Wszystkich Świętych.

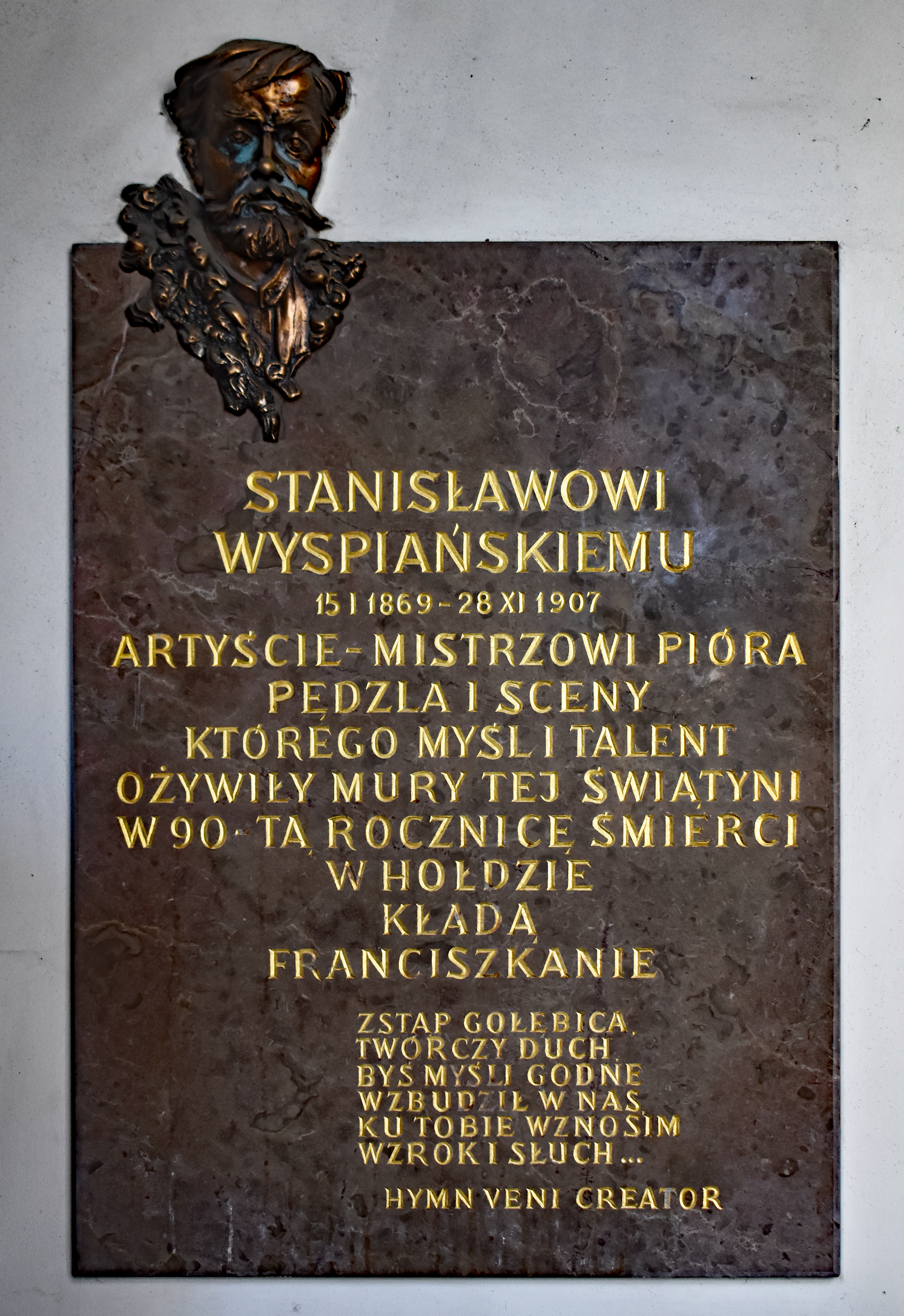
Tablica upamiętniająca Stanisława Wyspiańskiego, znajdująca się w północnej kruchcie

Kościół św. Franciszka z Asyżu – zabytkowy rzymskokatolicki kościół konwentualny oraz klasztor Zakonu Braci Mniejszych Konwentualnych, znajdujący się w Krakowie na Starym Mieście, w dzielnicy I Stare Miasto przy ulicy Franciszkańskiej nr 2, na rogu placu Wszystkich Świętych nr 5.
Kościół jako jeden z pierwszych w Krakowie został wyróżniony 23 lutego 1920 roku tytułem bazyliki mniejszej. Potrójne sanktuarium: Matki Bożej Bolesnej Smętnej Dobrodziejki Krakowa, bł. Salomei Piastówny i bł. Anieli Salawy.
Corocznie, a w 2023 roku po raz 31., klasztor franciszkanów wystawia żywą szopkę. Od wigilijnej nocy odbywają się tam koncerty, jasełka i wspólne kolędowanie. Atrakcją przyciągającą najmłodszych są zwierzęta wypożyczone z krakowskiego ZOO.

## Historia
W roku 1236 lub 1237 książę Henryk Pobożny sprowadził franciszkanów z Pragi. Kościół został rozbudowany około 1269 roku, a następnie w 1279 roku została w nim pochowany książę Bolesław V Wstydliwy wraz z siostrą bł. Salomeą. Zostali tu też pochowani synowie Władysława Łokietka, Stefan i Władysław.
Wygląd pierwotnego kościoła jest przedmiotem dyskusji. Nie jest wykluczone, że pierwotny kościół był zbudowany na planie krzyża greckiego (równoramiennego) z wieżą na przecięciu naw lub w narożu szczytu nawy północnej i zachodniego ramienia części krzyżowej. Budulcem była cegła (z dodatkiem kamiennych detali). Ok. 1260–1270 dobudowano do niego zakrystię. W 1269 roku kościół konsekrowano pod wezwaniem św. Franciszka z Asyżu. Inicjatorem i głównym inwestorem przebudowy kościoła franciszkanów w Krakowie w końcu lat sześćdziesiątych XIII wieku był książę krakowsko-sandomierski Bolesław Wstydliwy. Zapewne krótko po śmierci księżnej Salomei zrodził się na krakowskim dworze pomysł wzniesienia rodowego mauzoleum, w którym, obok kreowanej na przyszłą świętą księżnej Salomei, w przyszłości miał być pochowany książę Bolesław Wstydliwy i jego żona Kinga.
Zakończenie budowy dostawionego do części krzyżowej korpusu świątyni franciszkańskiej wyznacza się na koniec XIII lub na początek XIV wieku, o czym ma świadczyć maswerk w skrajnym, zachodnim oknie ściany południowej. W 1. połowie XV wieku kościół znacznie rozbudowano: przedłużono prezbiterium (1401) o dwa przęsła i zamknięto je trójboczną apsydą, następnie przebudowano korpus kościoła (1420–1436), stawiając dwunawową, asymetryczną halę. Nawy zostały połączone arkadami. Węższą, północna nawa otrzymała wezwanie Bożego Ciała (obecnie jest to Kaplica Męki Pańskiej). Przy północnej ścianie przedłużonego prezbiterium wzniesiono kaplicę cechu cieśli i murarzy (od 1673 roku pod wezwaniem bł. Salomei). Tak rozbudowaną świątynię ponownie konsekrował w 1436 kardynał Zbigniew Oleśnicki. W 1462 roku świątynię strawił pożar, w 1465 zawaliła się wieża, a w 1476 miał miejsce kolejny pożar. W 1563 r. przed wejściem do kościoła od strony wylotu ul. Brackiej wzniesiono wieżę–dzwonnicę. Była to budowla obszerna, dosyć wysoka, murowana z kamienia i cegły. Ustawiona na rzucie kwadratu dzwonnica w dolnej części miała cztery bramy, z których północna wychodziła na ul. Bracką, południowa wiodła do kościoła, a wschodnia i zachodnia prowadziły na przykościelny cmentarz. Nad sklepionymi przejściami, na drugiej kondygnacji wieży, umieszczono cztery duże okna (po jednym w każdej z czterech ścian). W jednym z okien zawieszono niewielki dzwonek „za konających”. Trzecia kondygnacja także posiadała cztery okna, a ponadto znajdował się tam – od strony ul. Brackiej – żelazny ganek (malowany i złocony), przeznaczony dla orkiestry grającej podczas rozmaitych uroczystości. Na tym poziomie dzwonnicy umieszczony był również wielki dzwon kościelny, do którego rozkołysania potrzebnych było aż czterech ludzi. Szczyt wieży ozdobiony był kopulastym hełmem obitym miedzianą blachą. Został on wykonany staraniem o. M. Modesta Wybranowskiego, gwardiana konwentu, w 1645 r. (Dzwonnica została zburzona w 1816). W 1655 r. kościół spłonął po raz kolejny. Odbudowano go dzieląc wnętrze na nawę główną i kaplicę (obecnie Męki Pańskiej). Wnętrza odtworzono w stylu barokowym. W 1816 r. zburzono mur otaczający dawny przykościelny cmentarz. Największe nieszczęście dla kościoła stanowił pożar w 1850 roku. Spłonęła wtedy znaczna część świątyni. Zaraz po pożarze przystąpiono do restauracji kościoła. Pracami tymi zajmowali się Teofil Żebrawski i Antoni Stacherski pod kierunkiem Karola Kremera. Pod koniec XIX wieku prace restauracyjne prowadzili Władysław Ekielski (w prezbiterium) i Karol Knaus (w nawie głównej). Między innymi dostawiono do gotyckiego transeptu od północy neogotycką parterową kruchtę.
Tytuł bazyliki został nadany dzięki staraniom o. Mariana Sobolewskiego.
Kościół znajduje się na trasie Małopolskiej Drogi św. Jakuba z Sandomierza do Tyńca.

## Architektura
W obecnym kształcie kościół franciszkanów jest budowlą ceglaną orientowaną. Składa się z prezbiterium, transeptu i nawy oraz 3 kaplic.

## Wnętrze

### Prezbiterium
Główny ołtarz wykonali Edward i Zygmunt Stehlikowie w 1861 r. (fundacja Zofii Potockiej). W ołtarzu znajduje się obraz Gerharda Flatza z trzeciej ćwierci XIX wieku Gloria św. Franciszka. Między stallami a balustradą ołtarzową umieszczona jest płyta wykonana w 1871 roku według projektu Jana Matejki ukazująca sylwetkę księcia Bolesława Wstydliwego. W oknach 5 witraży wykonanych według projektu Stanisława Wyspiańskiego ukazujących żywioły oraz postaci św. Franciszka i bł. Salomei. Na ścianach polichromie autorstwa Wyspiańskiego (w tym 4 figuralne: z prawej Matka Boża z Dzieciątkiem, oraz Caritas, z lewej Św. Michał Archanioł i Strącenie zbuntowanych aniołów) oraz obrazy Władysława Rossowskiego ukazujące epizody z dziejów franciszkanów. Przy ścianach neogotyckie stalle, a na posadzce mosiężna płyta nad kryptą, w której w latach 1269–1630 spoczywała trumna z ciałem bł. Salomei.

### Nawa główna
Na ścianach nawy głównej znajdują się polichromie wykonane przez Tadeusza Popiela (w tym cztery figuralne na ścianie północnej obrazujące sceny z życia św. Franciszka: Modlitwa u stóp krzyża, Stygmatyzacja, Śmierć św. Franciszka i Niebieska chwała św. Franciszka), oraz obrazy Władysława Rossowskiego ukazujące śluby zakonne Kingi i Jolanty oraz Chrzest Litwy. Między pilastrami, na konsolach posągi św. Bazylego, św. Augustyna, św. Benedykta, św. Dominika i św. Franciszka wyrzeźbione przez Stanisława Wójcika. Znajdują się tam również późnobarokowe ołtarze przeniesione ze zburzonego kościoła św. Michała (dwa z nich zaprojektowane najprawdopodobniej przez Franciszka Placidiego). W zachodnim oknie, nad chórem znajduje się witraż Wyspiańskiego Bóg Ojciec – Stań się (umieszczony w 1904).

### Transept
Sklepienie żebrowo-krzyżowe zrekonstruowane po pożarze w 1850 roku. Polichromie autorstwa S. Wyspiańskiego. W ramieniu północnym transeptu epitafium Piotra Kochanowskiego (autorstwa Oskara Sosnowskiego), w ramieniu południowym epitafium Wincentego Pola, popiersie Jana Kochanowskiego oraz barokowy krucyfiks z XVII wieku.

## Upamiętnienia
W kościele poprzez epitafia zostali upamiętnieni także franciszkanie: o. Samuel Rajss, o. Marian Sobolewski.

### Katakumby
W czerwcu 2015 roku grupa eksploratorów ze Stowarzyszenia Na Rzecz Ratowania Zabytków „SAKWA” wraz z archeologami odkryła nieznane dotąd krypty pod Kaplicą Męki Pańskiej. Pomiary georadarem wykazały istnienie pustych przestrzeni pod posadzką, co potwierdziły dobrej jakości nagrania wykonane kamerą endoskopową wprowadzoną przez odwierty w posadzce. Badacze doliczyli się około dwudziestu trumien metalowych oraz drewnianych z ćwiekami w bardzo dobrym stanie. Skany georadarowe sugerują, że pod kryptami może znajdować się drugi, jeszcze niższy poziom.

## Kaplice

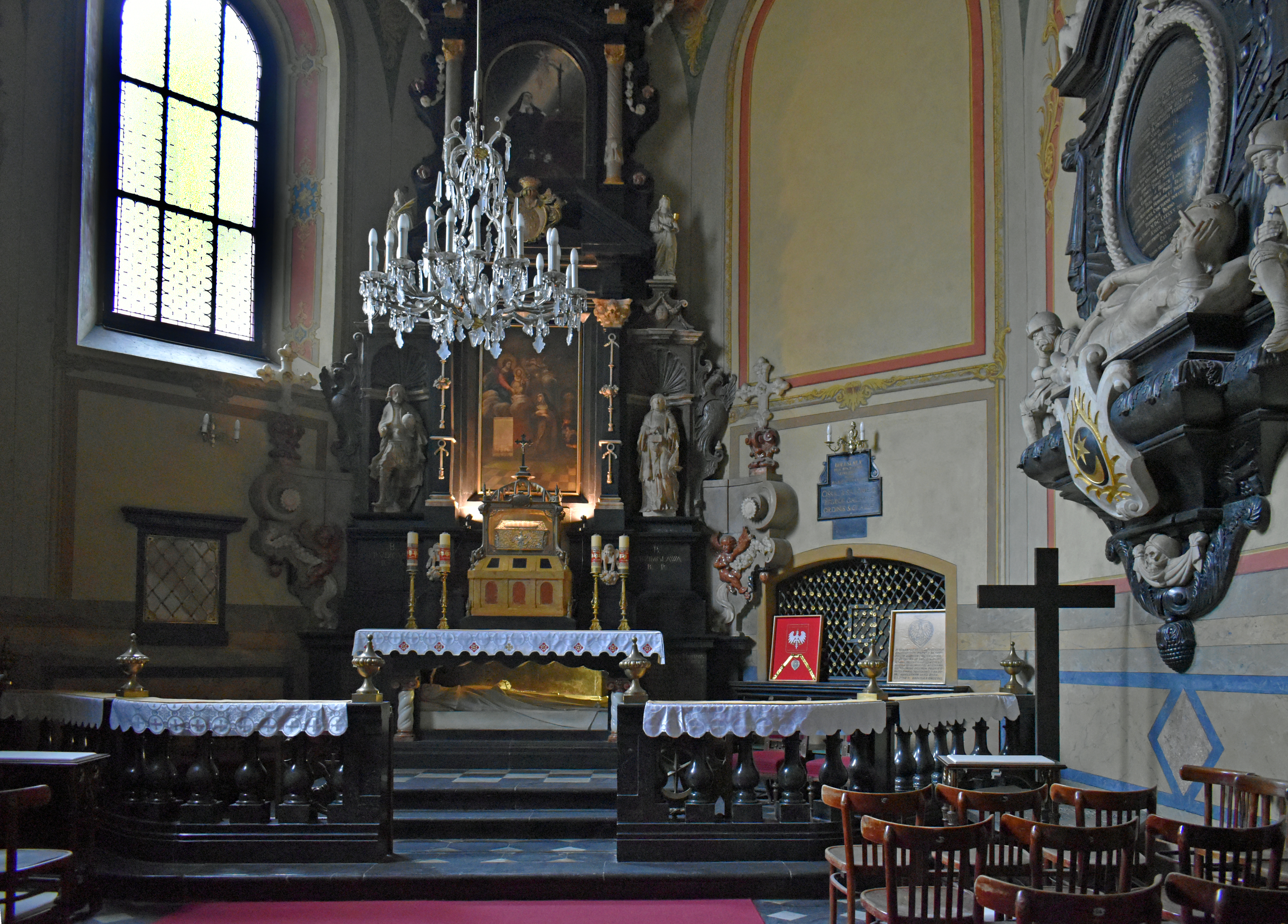
Kaplica bł. Salomei.
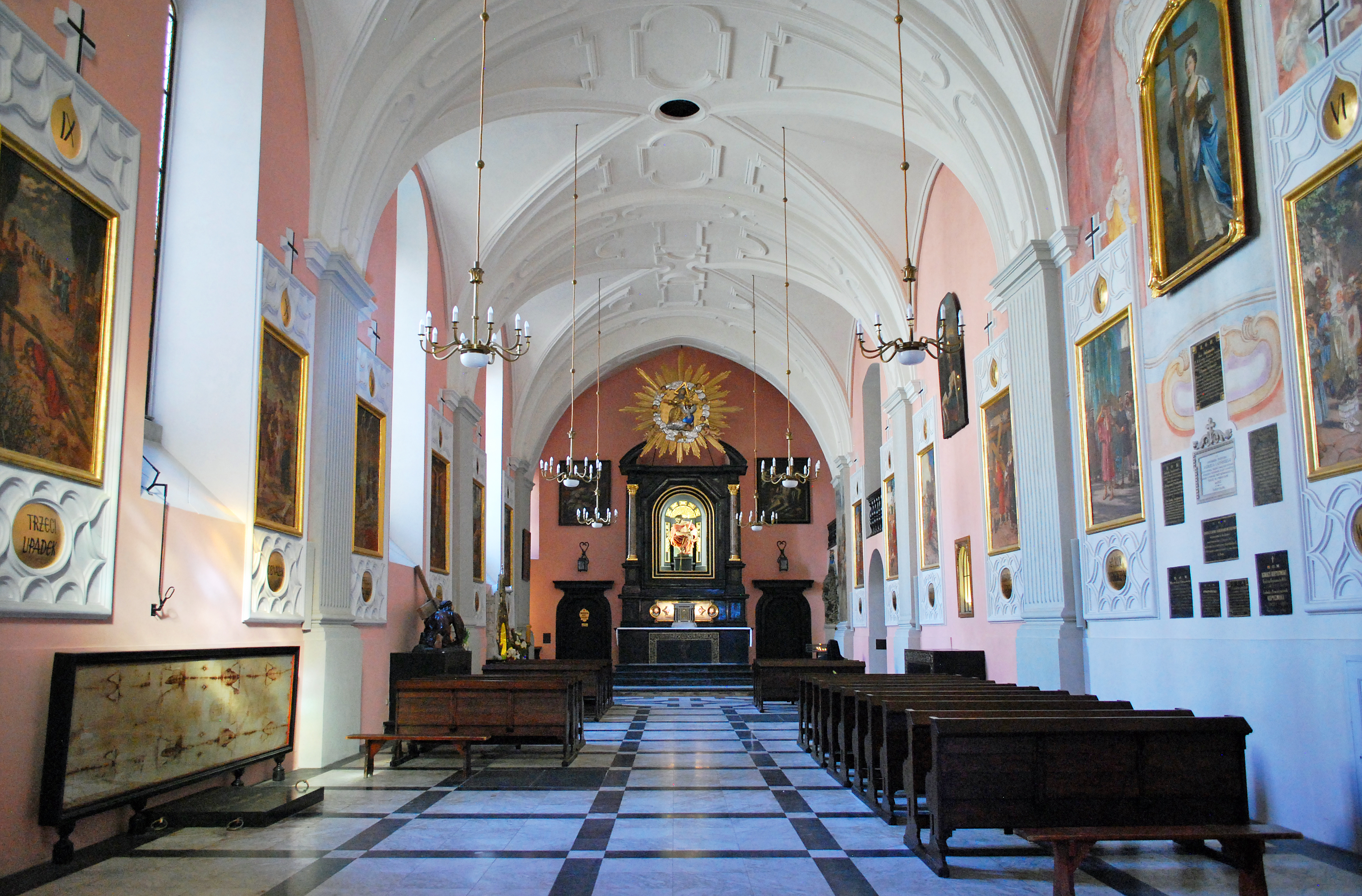
Kaplica Męki Pańskiej (dawna północna nawa kościoła)
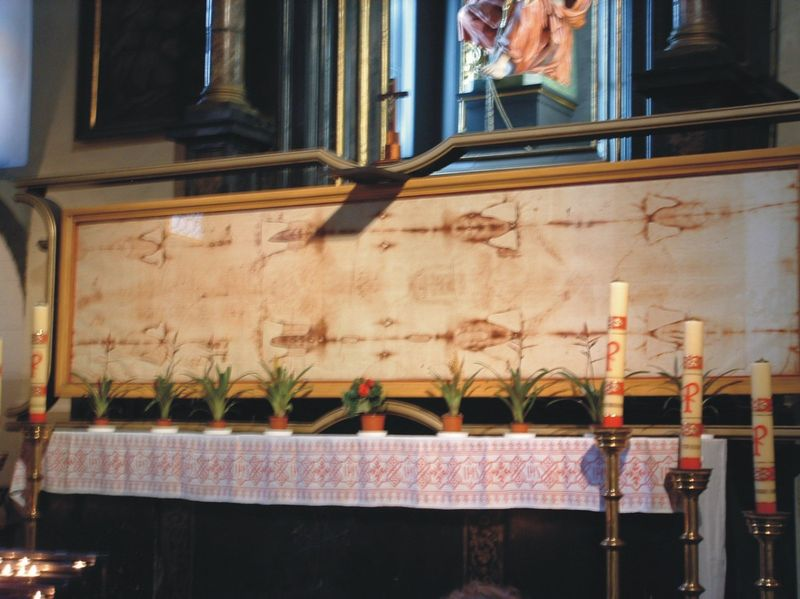
Replika całunu.
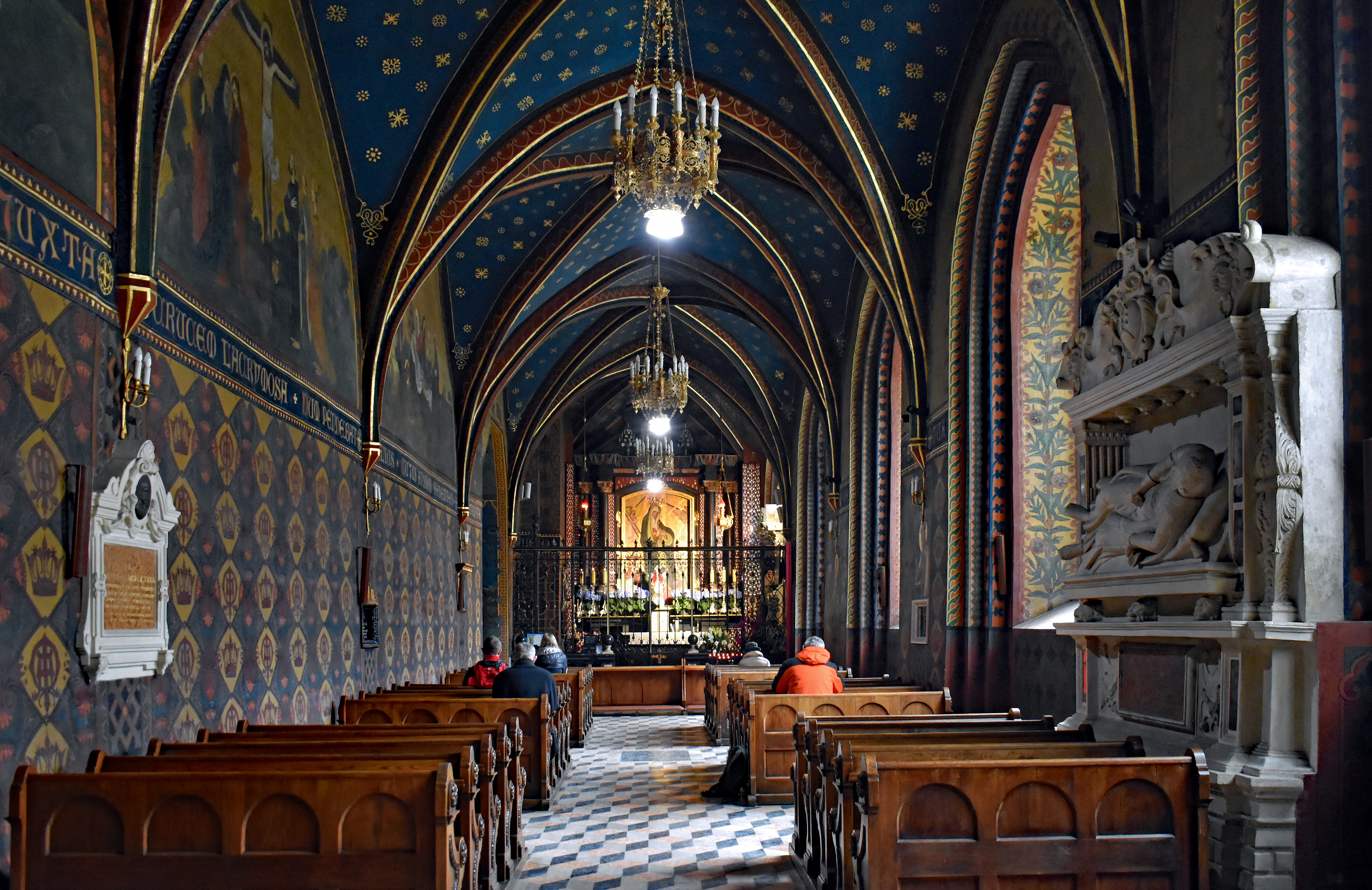
Kaplica Matki Boskiej Bolesnej.
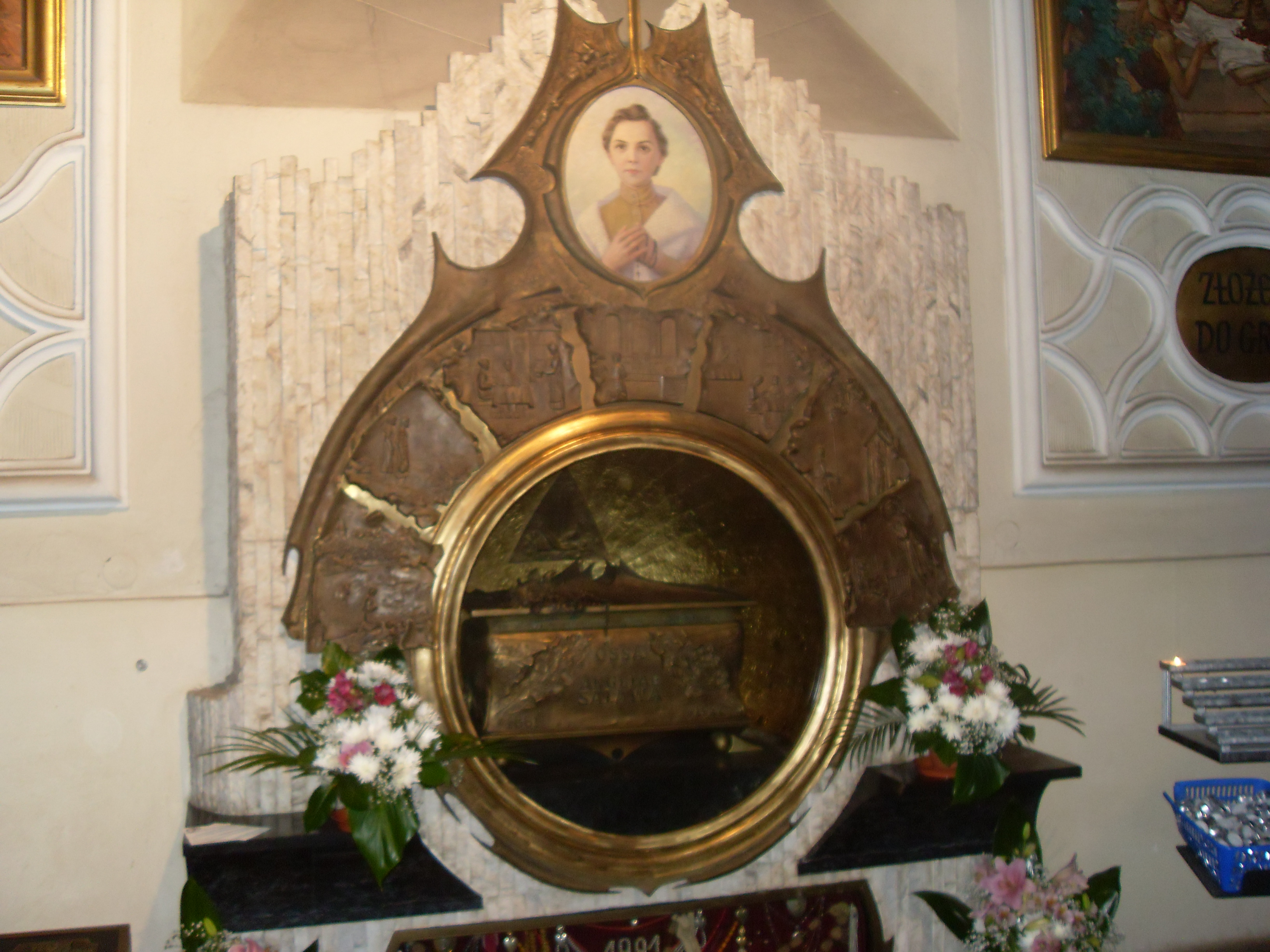
Konfesja bł. Anieli Salawy

### Błogosławionej Salomei
W kaplicy Błogosławionej Salomei (zwanej do 1673 kaplicą Ciesielską) znajdują się szczątki błogosławionej. W 2 poł. XVII wieku postawiono tam nowy ołtarz z marmuru i alabastru z posągami m.in. księcia Bolesława Wstydliwego i jego matki księżnej Grzymisławy oraz z obrazem wyobrażającym wizję bł. Salomei. W niszy obok ołtarza umieszczona jest trumienka zawierająca kości księcia Bolesława Wstydliwego. Na ścianach polichromia wykonana przez Józefa Mikulskiego i Franciszka Górskiego pod koniec XIX wieku.

### Męki Pańskiej
W barokowym ołtarzu z 2 poł. XVII w. znajduje się figura Chrystusa Bolesnego. Na ścianach wisi 14 obrazów ukazujących stacje Męki Pańskiej – dzieło Józefa Mehoffera wykonane w latach 1933–1946. Po lewej stronie pomnik (relikwiarz) bł. Anieli Salawy autorstwa Czesława Dźwigaja oraz duża barokowa rzeźba ukazująca Chrystusa upadającego pod krzyżem. Po prawej stronie we wnęce figurka Chrystusa Frasobliwego z pocz. XVI wieku. W kaplicy wystawiono naturalnej wielkości replikę Całunu Turyńskiego poświęconą przez Jana Pawła II. Nad chórem współczesny witraż autorstwa Łukasza Karwowskiego, a pod chórem witraże Teresy Stankiewicz. Na parapecie chóru znajduje się rzeźba głowy biskupa Marcina Szyszkowskiego.

### Matki Boskiej Bolesnej
Kaplica została wyodrębniona w 1879 roku z północnego ramienia klasztornych krużganków. Autorami polichromii na jej ścianach wykonanej w 1897 są Piotr Niziński i Stefan Witold Matejko, którzy pracowali pod kierunkiem Władysława Łuszczkiewicza. W barokowym ołtarzu z 2 poł XVII wieku znajduje się cudowny obraz Matki Boskiej Bolesnej. Wizerunek Matki Bożej Bolesnej zwanej też Smętną Dobrodziejką, jest od wieków czczony przez lud Krakowa, a kościół jest jej sanktuarium. Obraz został koronowany przez kardynała Jana Puzynę w roku 1908. W XV wieku na jego miejscu znajdował się inny obraz, również słynący cudami. W zwieńczeniu ołtarza znajduje się mały obraz Veraicon z XVII wieku ukazujący chustę św. Weroniki z odbitą twarzą Chrystusa cierpiącego w koronie cierniowej. W kaplicy znajdują się również dwa manierystyczne nagrobki lekarzy Jana Chrzciciela Gemmy i Jana Roszkowicza.

Detale polichromii Wyspiańskiego
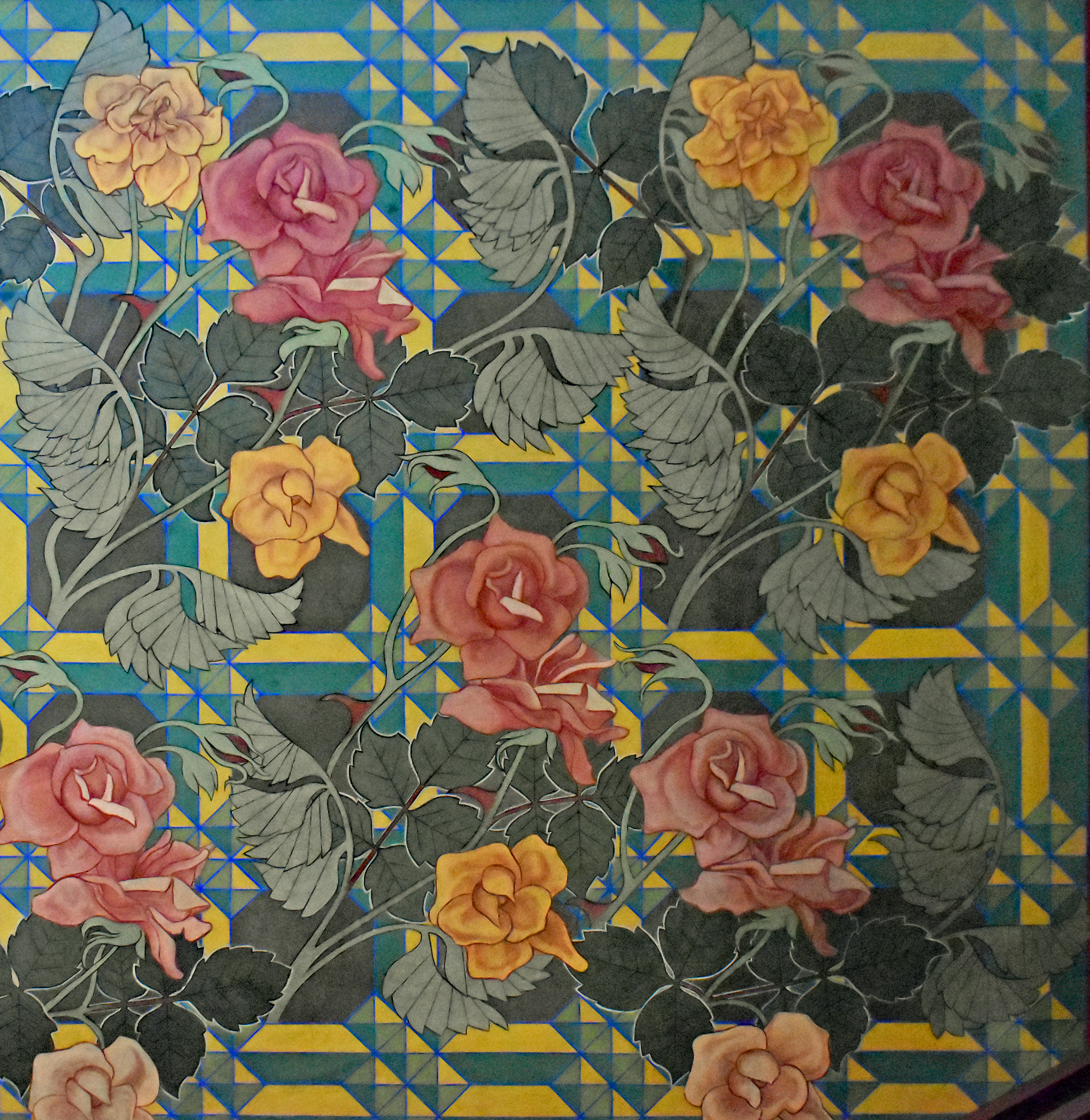
„Róże”
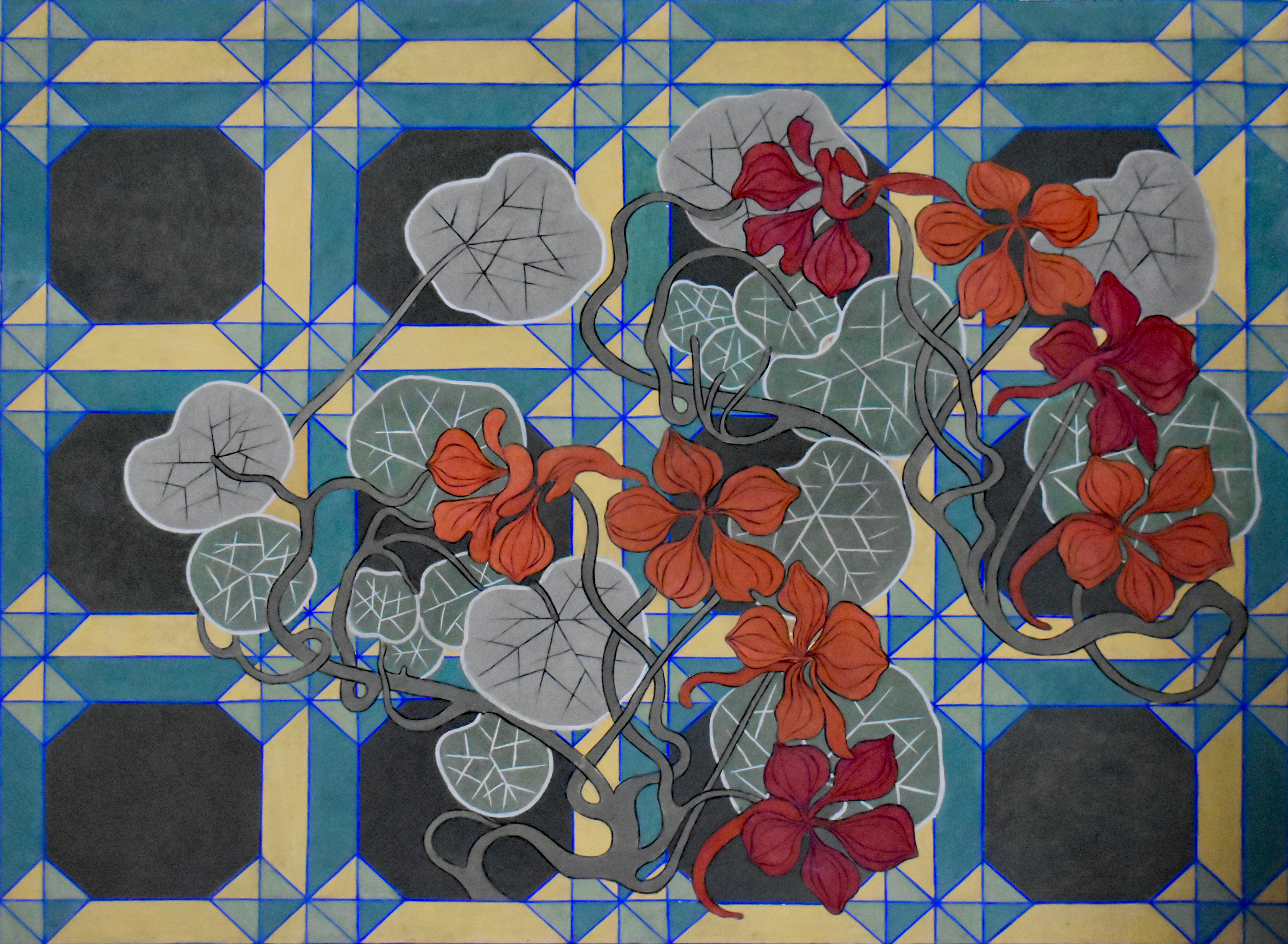
„Nasturcje”
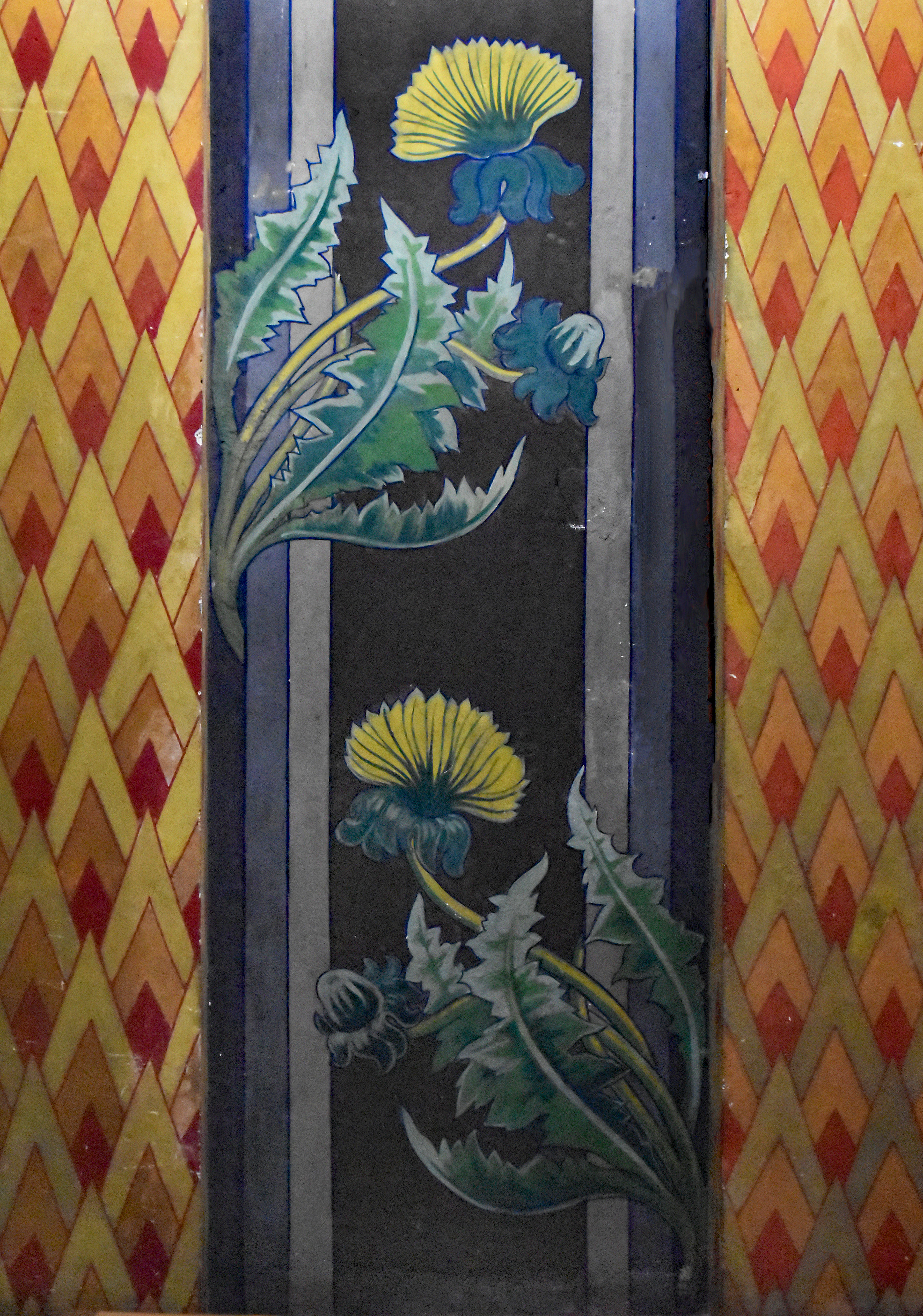
„Mlecze”
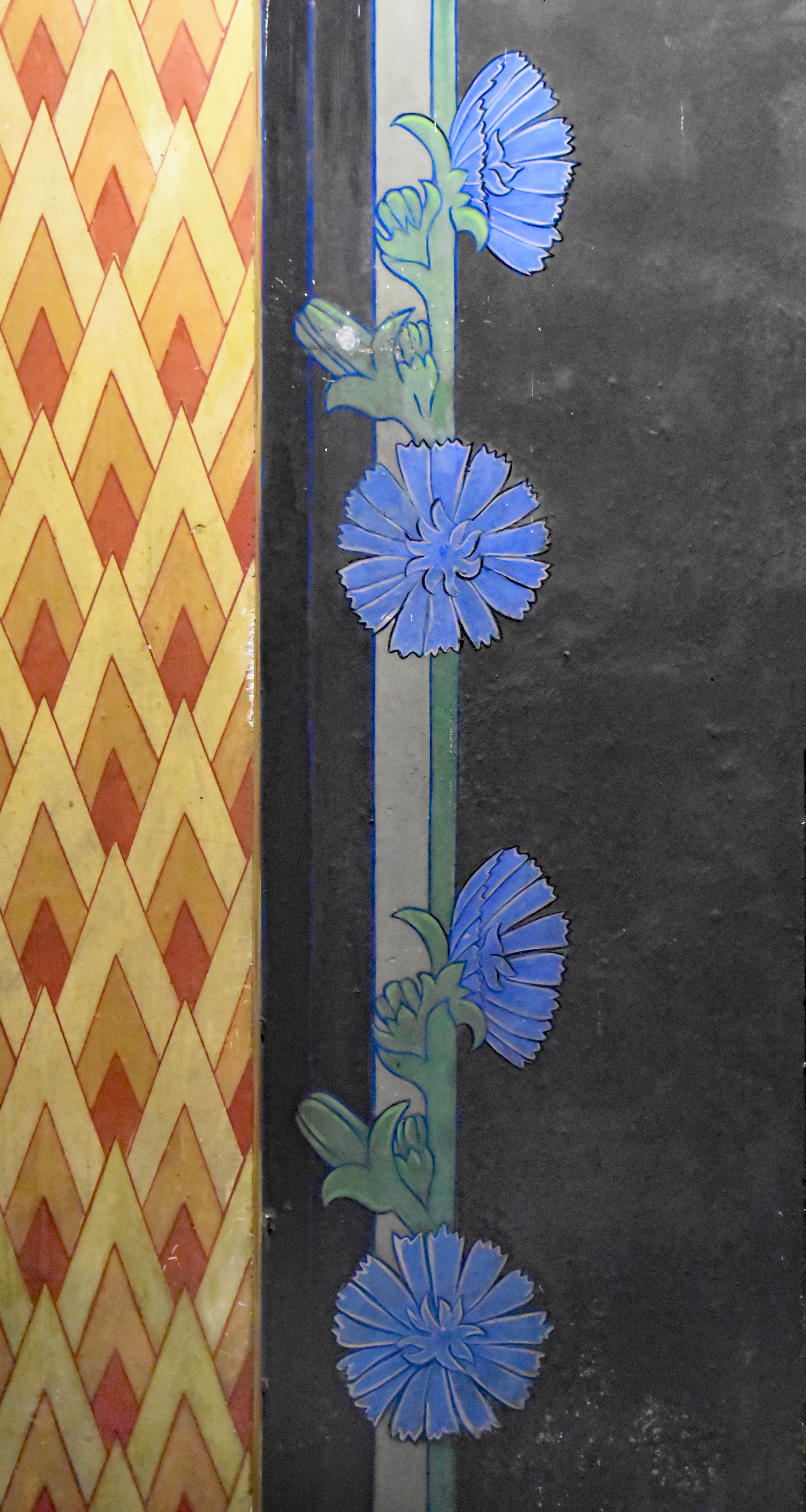
„Cykoria”
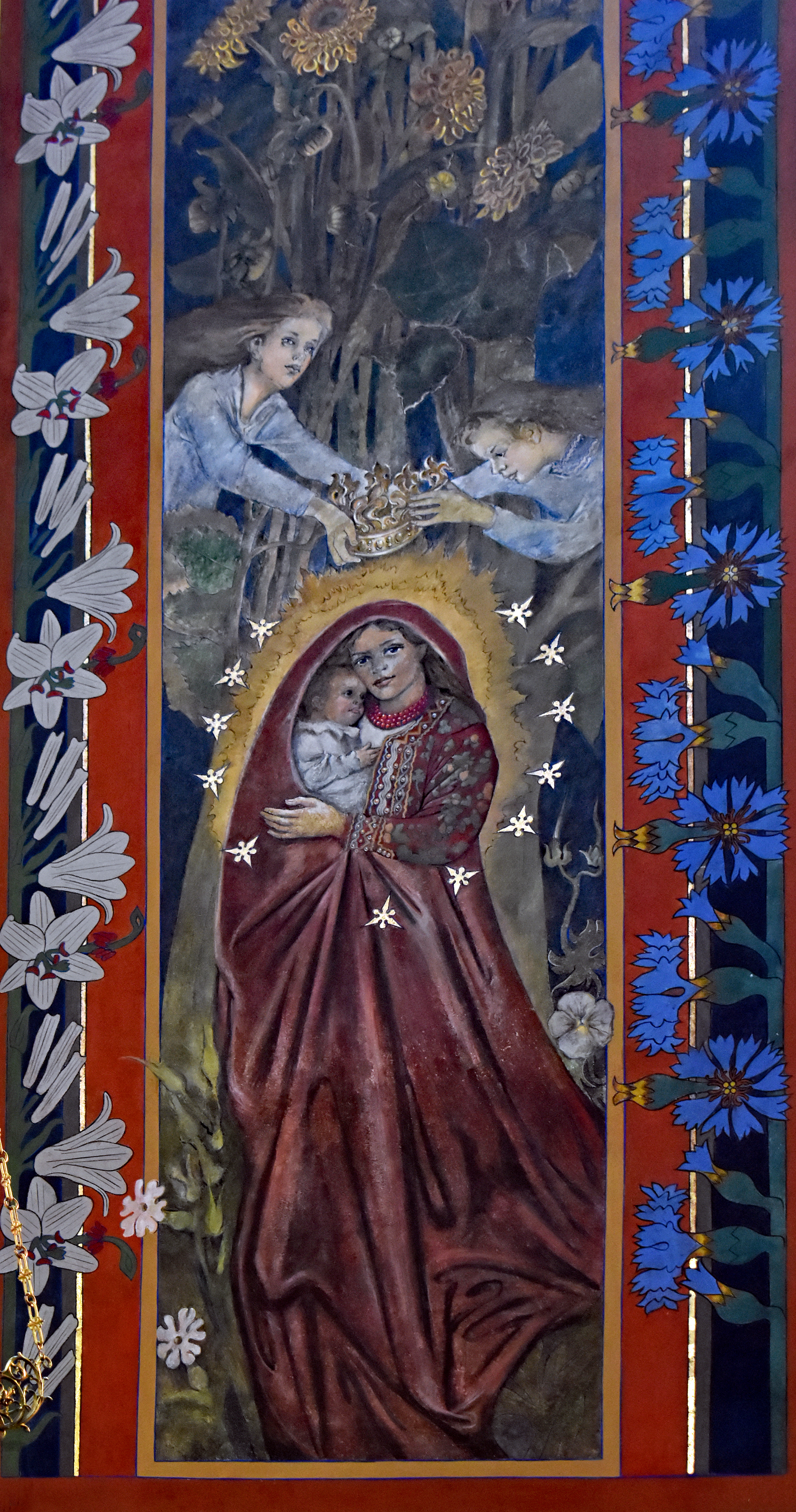
„Madonna z Dzieciątkiem”

## Klasztor
Do bazyliki franciszkanów przylega klasztor; w jego krużgankach mieści się galeria portretów biskupów krakowskich.
Przed kościołem znajduje się pomnik kardynała Adama Stefana Sapiehy (dłuta Augusta Zamoyskiego, ustawiony w 1976). Od 1595 roku przy klasztorze działa Arcybractwo Męki Pańskiej, a nieopodal znajduje się Wyższe Seminarium Duchowne Franciszkanów (OFMConv).

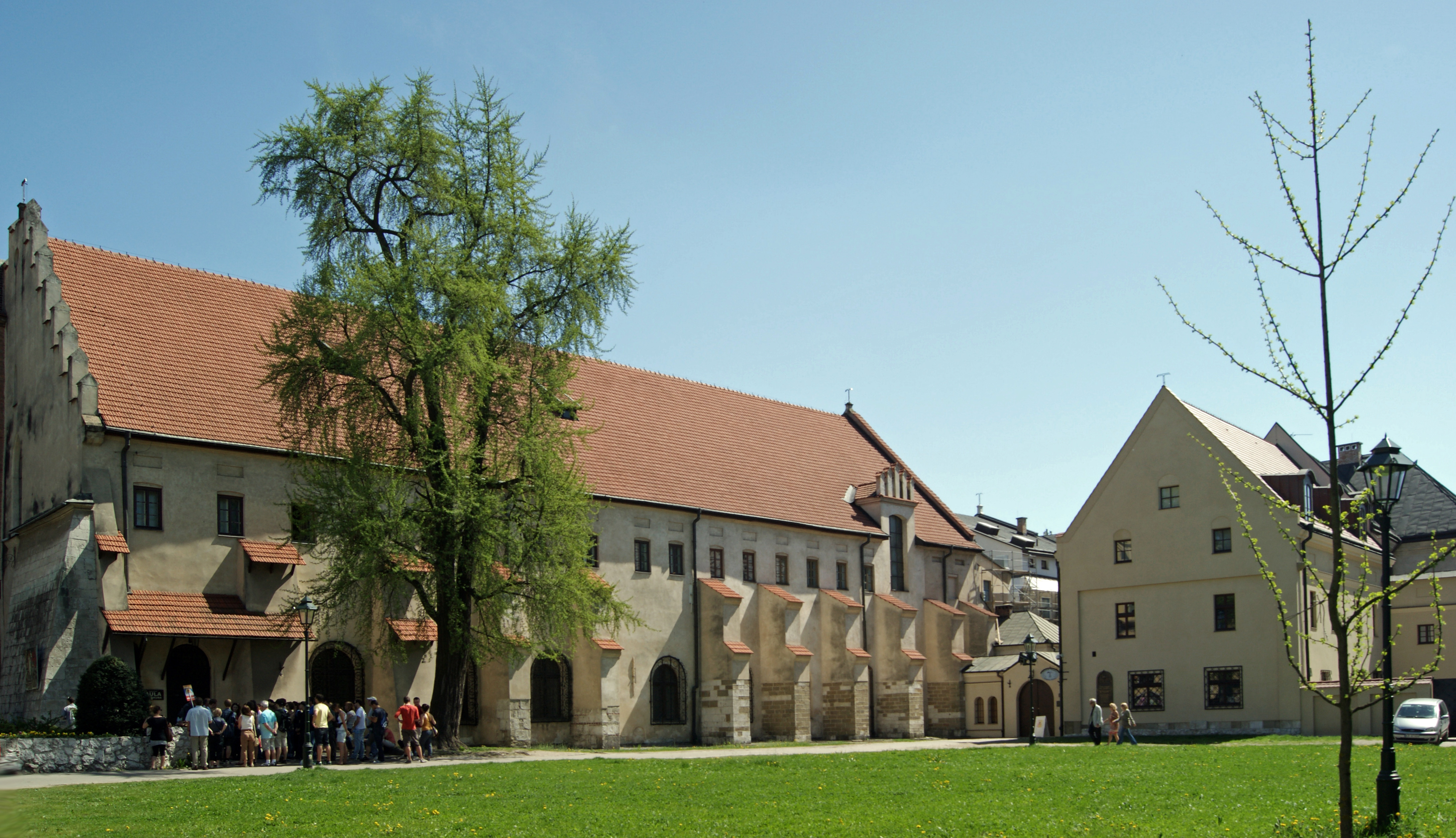
Klasztor oo. Franciszkanów.
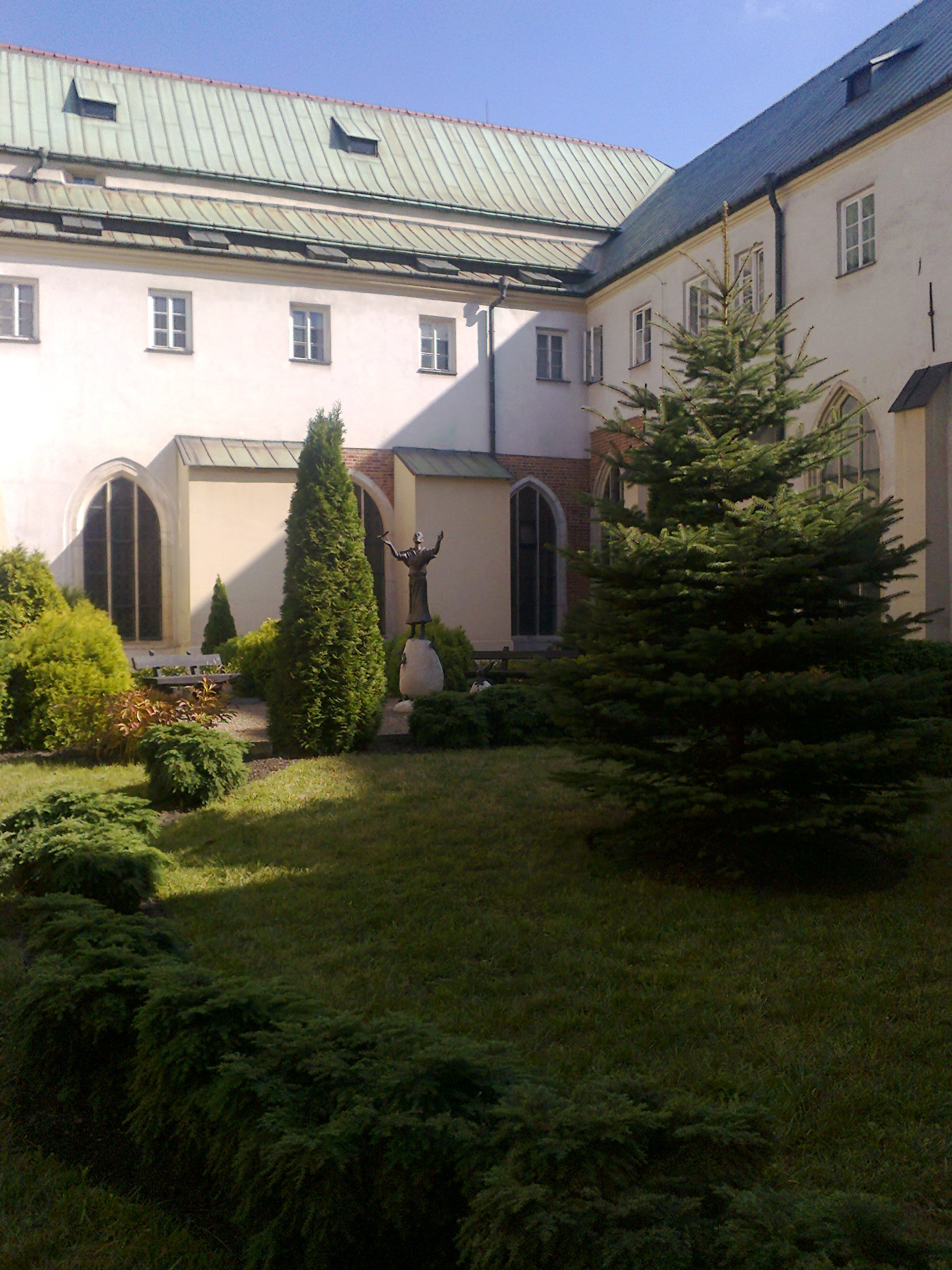
Wirydarz.
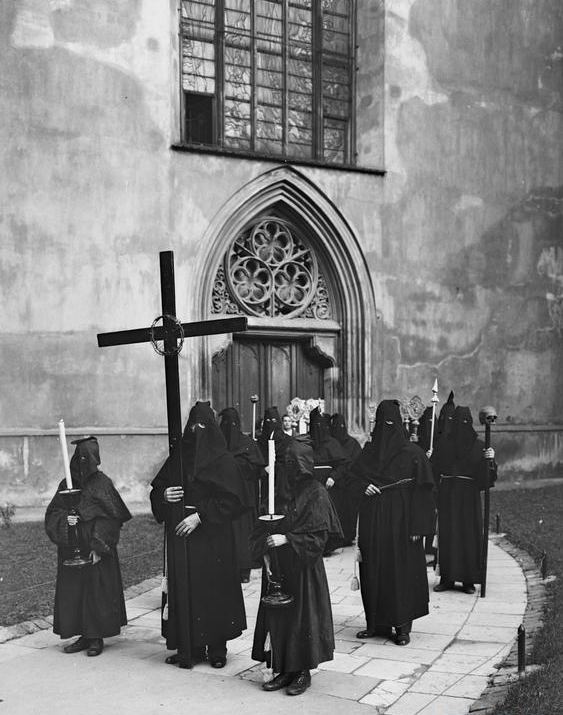
Procesja Bractwa Męki Pańskiej.

### Znani mieszkańcy klasztoru
- Benedykt Polak,
- bł. Rafał Chyliński,
- św. Józef Sebastian Pelczar
- św. Maksymilian Maria Kolbe (pełnił posługę kapłańską w latach 1919–1922)[11]